# Brooklyn (film)
Brooklyn este un film istoric din 2015 regizat de John Crowley. Rolurile principale au fost interpretate de actorii Saoirse Ronan, Domhnall Gleeson și Alisha Heng. În 2016 a fost nominalizat la Premiul Oscar pentru cel mai bun film. Scenariul este scris de Nick Hornby pe baza unui roman omonim de  Colm Tóibín. Acțiunea filmului are loc în 1952 și prezintă viața unei tinere irlandeze care imigrează în SUA, în Brooklyn.

## Distribuție
- Saoirse Ronan - Eilis Lacey[5]
- Emory Cohen - Anthony "Tony" Fiorello
- Domhnall Gleeson - Jim Farrell
- Jim Broadbent - Father Flood
- Julie Walters - Madge Kehoe
- Bríd Brennan - Miss Kelly
- Jane Brennan - Mrs. Lacey
- Fiona Glascott - Rose Lacey
- Jessica Paré - Miss Fortini
- Eileen O'Higgins - Nancy
- Jenn Murray - Dolores Grace
- Eve Macklin - Diana Montini
- Mary O'Driscoll - Miss McAdam
- Maeve McGrath - Mary
- Nora-Jane Noone - Sheila
- Michael Zegen - Maurizio Fiorello
- Paulino Nunes - Mr. Fiorello
- Gerard Murphy - Daddy Lacey
- Emily Bett Rickards - Patty McGuire
- Iarla O'Lionaird - Frankie Doran
- Barbara Drennan - Shabby Woman
- Gillian McCarthy - Timid Woman
- Ellis Rockburn - Young Man at Dance
- Max Walker - Young Man
- James Corscadden - Ship Waiter
- Adrien Benn - Diner Waiter
- Mella Carron - Girl on Deck